# The Least We Can Do Is Wave To Each Other
The Least We Can Do Is Wave To Each Other är det andra studioalbumet av den engelska progressiv rock-gruppen Van der Graaf Generator, vilket släpptes 1970. Albumet spelades in i juli-september 1969 i Trident Studios i London.

## Sättning
- Hugh Banton - Orgel, piano, sång
- Guy Evans - Trummor, slagverk.
- Peter Hammill - Sång, akustisk gitarr, piano.
- David Jackson - Saxofoner, flöjt, sång.
- Nic Potter - Basgitarr.

### Gästmusiker
- Gerry Salisbury – Kornett på "White Hammer"
- Mike Hurvitz – Cello på "Refugees"

## Låtlista
Alla låtar skrivna av Peter Hammill där inte annat anges. 

### Sida A
1. "Darkness (11/11)" – 7:28
2. "Refugees" – 6:23
3. "White Hammer" – 8:15

### Sida B
1. "Whatever would Robert have said?" – 6:07
2. "Out of my Book" (Hammill, Jackson) – 4:08
3. "After the Flood" – 11:29